# Lithacodia postvittata
Lithacodia postvittata là một loài bướm đêm trong họ Noctuidae.